# El camino del sur
El camino del sur es una película de Argentina en colores  dirigida por Juan Bautista Stagnaro según su propio guion escrito en colaboración con Elida Cecconi sobre un  argumento de Albert Londres, Beda Docampo Feijóo y Juan Bautista Stagnaro inspirado en el libro El camino de Buenos Aires, de Albert Londres que se estrenó el 16 de junio de 1988 y que tuvo como principales intérpretes a Adrián Ghío, Mirjana Jokovic, Zarko Lausevic y Mira Furlan. Tiene el títulos alternativo de Put na Jug.
Fue en gran parte rodada en Goruji Klicani, República de Macedonia (hoy Macedonia del Norte), en la antigua Yugoslavia. Fue la primera coproducción con este país y el último filme de Adrián Ghío.

## Sinopsis
Un croata radicado en Buenos Aires viaja a su país para traer jóvencitas engañadas y hacerlas trabajar en prostíbulos.

## Reparto
- Adrián Ghío …Máximo Brockman
- Mirjana Jokovic …Jana / Anita
- Zarko Lausevic …Moritsz
- Mira Furlan …Bessi
- Osvaldo Santoro …Rufino
- María Fiorentino …Maruja
- Mauricio Dayub …Sacerdote / Ramón
- Joaquín Mónaco …Mousi
- Olivera Markovic
- Eva Ras
- Milan Erak
- Jug Bebler
- Stela Cetkovic
- Sonia Jacoska
- Eugen Werber
- Vuka Dundjerovic
- Predrag Milinkovic
- Svetlana Nikoloska
- Olga Nikoloska
- Valentina Bozinoska
- Rafael Blam
- Marija Urteva
- Tanja Kocevska
- Violeta Lazaroska
- Punta Mizimakov
- Martín Coria …Secuaz 1 de Máximo
- Walter Soubrié …Secuaz 2 de Máximo
- Dolores Solá
- Inés Estévez
- Liliana Pécora
- Silvia Geijo
- Bettina Figueroa
- Chela Cardalda
- Andrea Yodas
- Alfredo Cecconi
- Pola Rodríguez
- Cristina Czett

Paraná Sendrós en Ámbito Financiero escribió que el filme estaba:

«Escaso de emoción.»

Víctor Hugo Ghitta en La Nación opinó:

«De haber contado con un guion más sólido, trasladado a las imágenes, con menos sobresaltos narrativos (y acaso con una puesta de cámara menos forzada) pudo haber sido un hallazgo.»

Carlos Morelli en Clarín dijo:

«Una bella memoria con acentos borgeanos.»